# تحقيقية متعددة

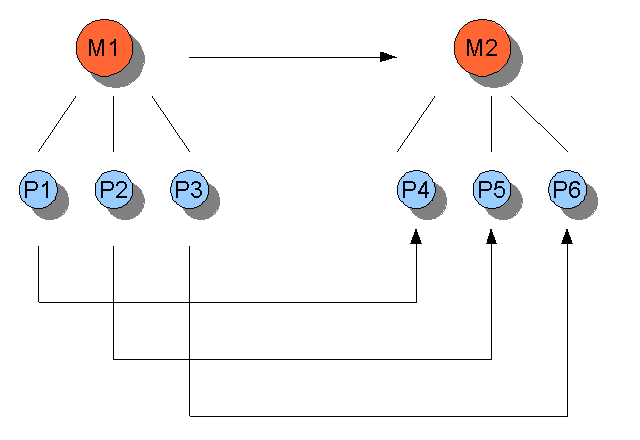

التحقيقية المتعددة (Multiple realizability) في فلسفة العقل هي أطروحة أو حجة فلسفية تقول أن الحالات العقلية الذهنية ذات الخصائص أو الأحداث المتشابهة يمكن لها أن تطبق أو تنفذ من خلال خصائص أو حالات أو أحداث فيزيائية مختلفة (متباينة).
تعود جذور هذه الأطروحة إلى أواخر ستينات وأوائل سبعينات القرن العشرين عندما قام مجموعة من الفلاسفة، من بينهم هيلاري بوتنام وجيري فودور، بتقديمها على شكل حجة ضد حجج الاختزاليين في العلاقة بين الأنواع الذهنية والجسدية، فيما يتعلق بمسألة العقل والجسد. هدفت تلك الأطروجة إلى تقويض حجج الفيزيائية النمودجية والمادية الإقصائية. استفيد من حجج التحقيقية المتعددة للدفاع عن نسخ متعددة من الوظائفية، وخاصة "وظائفية حالة الآلة Machine state functionalism"